# Dodge Custom 880

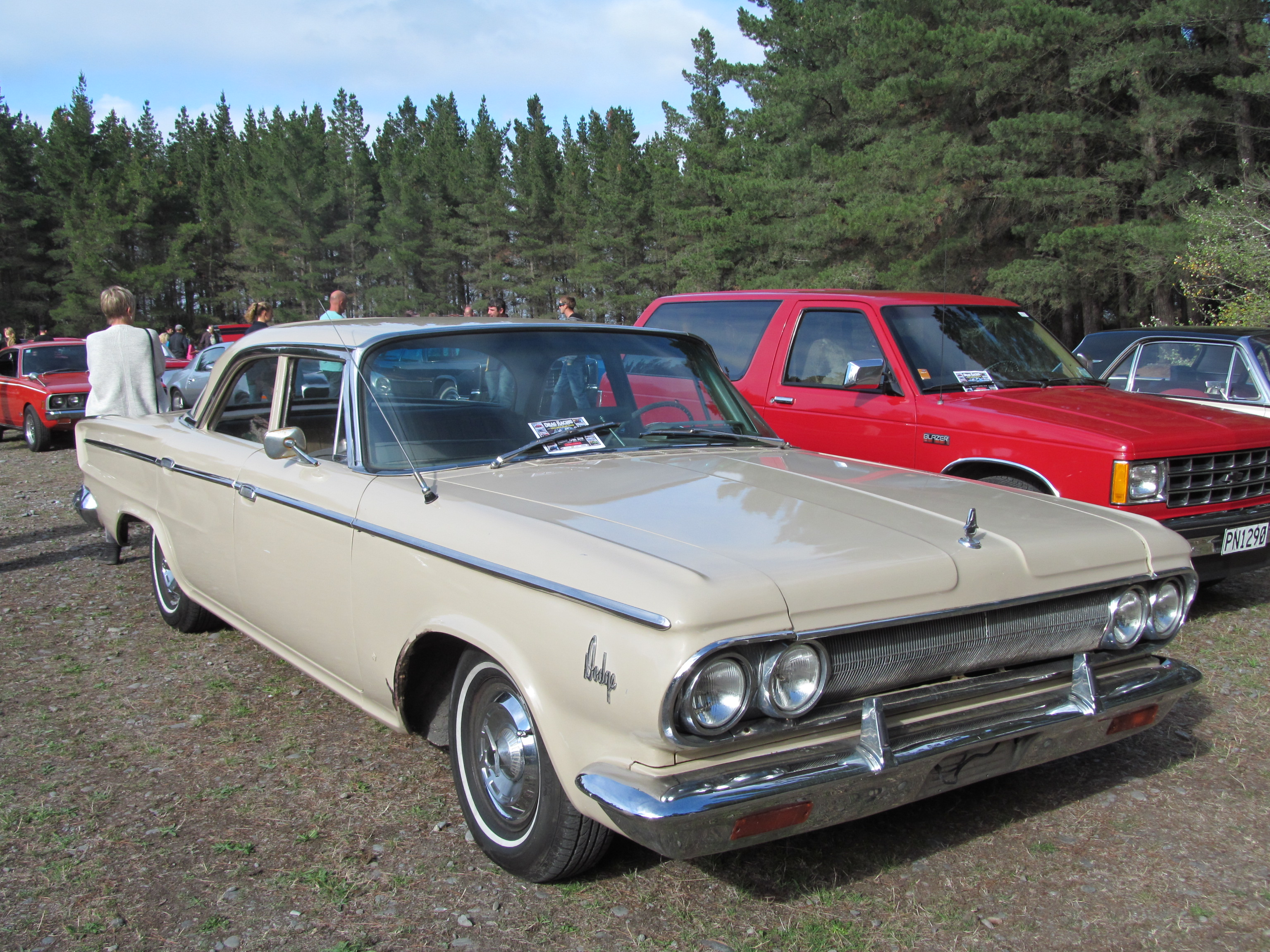
Berline Custom 880 de 1963.

La Dodge Custom 880 est une automobile qui a été commercialisée par Dodge de 1962 jusqu'à la fin de l'année modèle 1965. Il devait permettre à Dodge d'offrir un véhicule dans le segment des voitures full-size à prix moyen, laissé vacant par la mise au point des Dodge Dart, ainsi que d'aider à combler le vide laissé par l'arrêt de la marque DeSoto en 1961 dans la gamme de la Chrysler Corporation. Par rapport aux Dart et Polara, la production des Custom 880 et 880 de base sera plus confidentielle.

## Origines
La Custom 880 a été développée pour répondre à la demande des consommateurs pour une voiture de tourisme full-size Dodge, segment déserté par la marque au début de l'année-modèle 1962.
Depuis les années 1930, Dodge était aux USA une marque de milieu de gamme au-dessus des Plymouth, plus petites, proposant également des utilitaires et berlines d'entrée de gamme, plus dépouillées. Le lancement de la Dodge Dart en 1960, concomitant avec la fin des concessionnaires vendant à la fois des Dodge et Plymouth remet en cause cette répartition ; la Dart étant une Plymouth restylée avec un avant spécifique, dont le succès sera immédiat, éclipsant les grandes berlines Matador et Polara. L'année-modèle 1961 voit apparaître les compactes Dodge Lancer, calquées sur les Valiant de Plymouth. Il reste néanmoins un marché pour les grandes berlines : la Matador plus dépouillée, pensée pour les flottes, et la Polara, se rapprochant du confort et des tarifs des Chrysler d'entrée de gamme. Dans ce contexte, la marque DeSoto disparaît avant la fin de l'année.
Les Dodge de 1962, introduites à l'automne 1961, trouveraient leur origine dans une rumeur entendue par un dirigeant de Chrysler selon laquelle Chevrolet prévoyait de réduire la taille de leurs voitures full-size pour l'année modèle 1962. Ne voulant pas que Chrysler soit à la traîne et voulant battre Chevrolet à son propre jeu, les conceptions des Plymouth et des Dodge ont été placées dans un programme de réduction d'urgence qui prenaient les conceptions full-size précédemment approuvées et les a réduites à des véhicules plus petits qui rivaliseraient mieux en face-à-face avec la rumeur de la plus petite Chevrolet. Mais au choc et à la consternation de Chrysler, la gamme complète des Chevrolet de 1962 est apparue légèrement plus grande que les modèles de 1961, avec la Chevrolet Bel Air de milieu de gamme (sur un empattement de 3 023 mm) augmentant de 13 mm de plus sa carrosserie, bien que la voiture pèse 20 kg de moins que sa prédécesseur de 1961. La rumeur de la "petite Chevrolet" s'est avérée être la nouvelle compacte Chevrolet Chevy II sur la plate-forme "X" de GM, qui était destinée à renforcer la position de Chevrolet alors que la Corvair avait faibli dans ce segment du marché.

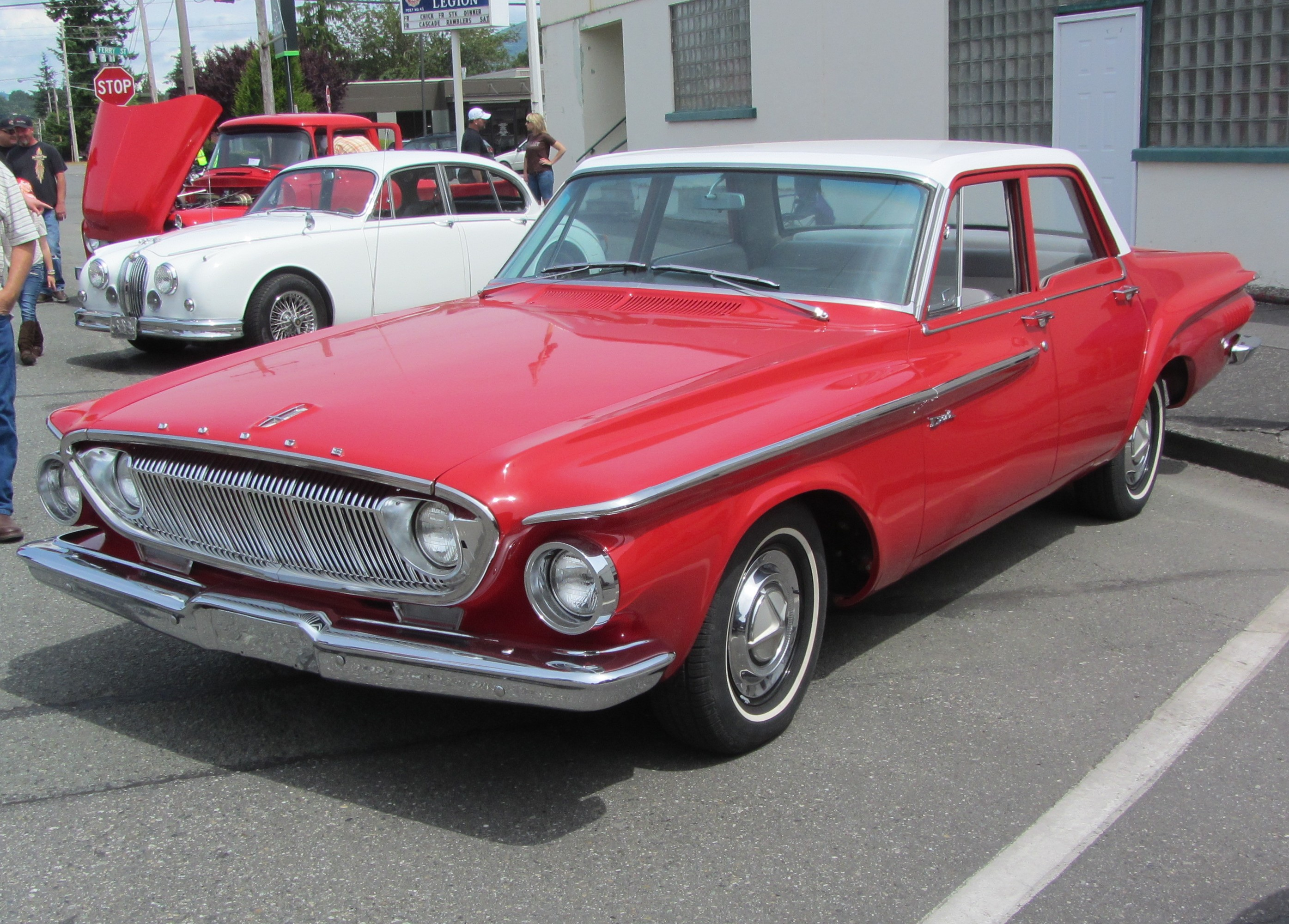
Berline Dart de 1962.

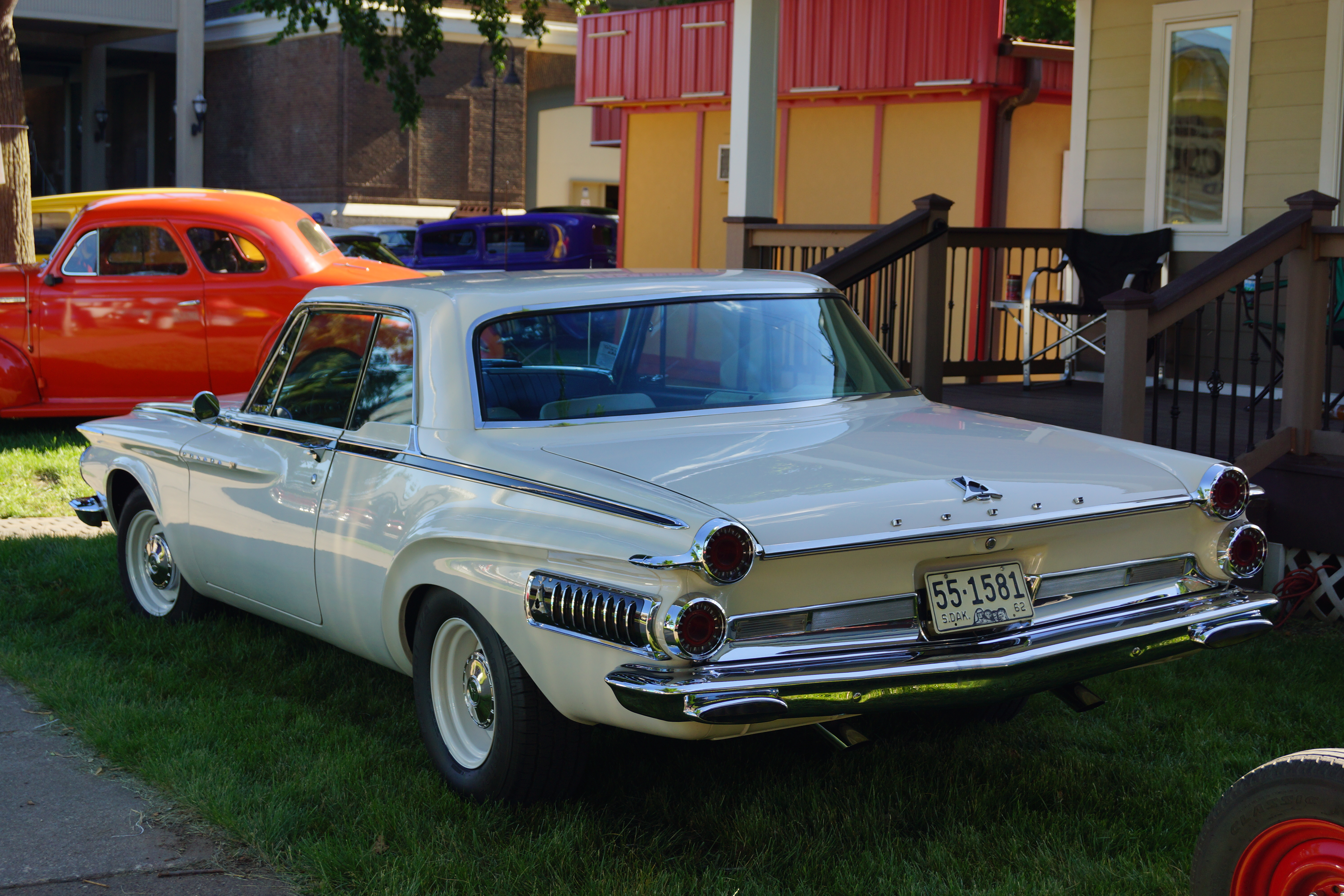
Coupé Polara.

En dehors de la rumeur mal interprétée d'un « downsizing » de la concurrence, le restylage de dernière minute des Dodge et Plymouth peut également être attribué à une décision interne répondant au besoin de réduire les coûts face à la concurrence en supprimant plusieurs éléments coûteux à produire et en réduisant l'ampleur des ailerons et courbes de toitures, perçus comme démodés ; le poids et les dimensions inférieurs favorisant les performances. Un premier prototype de coupé Dodge plus court présentant de fortes ressemblances avec le modèle de 1962 existait en effet dès 1960.
Les Dodge Polara et Dart « full-size » qui ont vu le jour en 1962 étaient construites sur un empattement de 76 mm plus court (2 900 mm) et étaient de 178 mm plus courtes que la Chevrolet comparable, plaçant Dodge dans une position précaire, ne pouvant offrir aux consommateurs une vraie voiture full-size. Ford Motor Company a également mis sur le marché pour 1962 leurs nouvelles Ford Fairlane et Mercury Meteor de taille moyenne ou intermédiaire avec un empattement de 2 921 mm (2 949 mm sur toutes les Meteor sauf les breaks). Elles étaient à peu près de la même taille que les nouvelles Dodge de taille standard, ce qui faisait les nouvelles Mopar était des intermédiaires par défaut. L'AMC Rambler était également de taille similaire et a été introduite en Amérique du Nord en 1961.
Le problème de taille était aggravé par le design lui-même, compromis imparfait entre leurs origines full-size et les dimensions de taille intermédiaire. Les vitrages latéraux incurvés des modèles de présérie ont été supprimés au profit de glaces plates, qui ne correspondait pas à la courbe des côtés de la carrosserie. Elles ont également réduit leur surface vitrée totale, ce qui donnait aux voitures un aspect plus petit. Une conception impopulaire pour la deuxième année consécutive, les modèles de 1961 avaient des ailerons arrière "inversés" d'aspect maladroit. Pour ces raisons, le designer Virgil Exner obligé de revoir sa copie les comparait à des poulets plumés (plucked chickens). Le choix stylistique des automobiles Dodge de cette année-modèle comprend une calandre incorporant deux phares surélevés par rapport aux phares latéraux, entre autres caractéristiques inhabituelles. Cela, combiné à la plus petite taille globale des voitures, menaçait suffisamment la viabilité de Dodge pour que Chrysler soit obligée de se déplacer immédiatement pour endiguer les pertes financières et les parts de marché de Dodge.

## Années modèles

### 1962

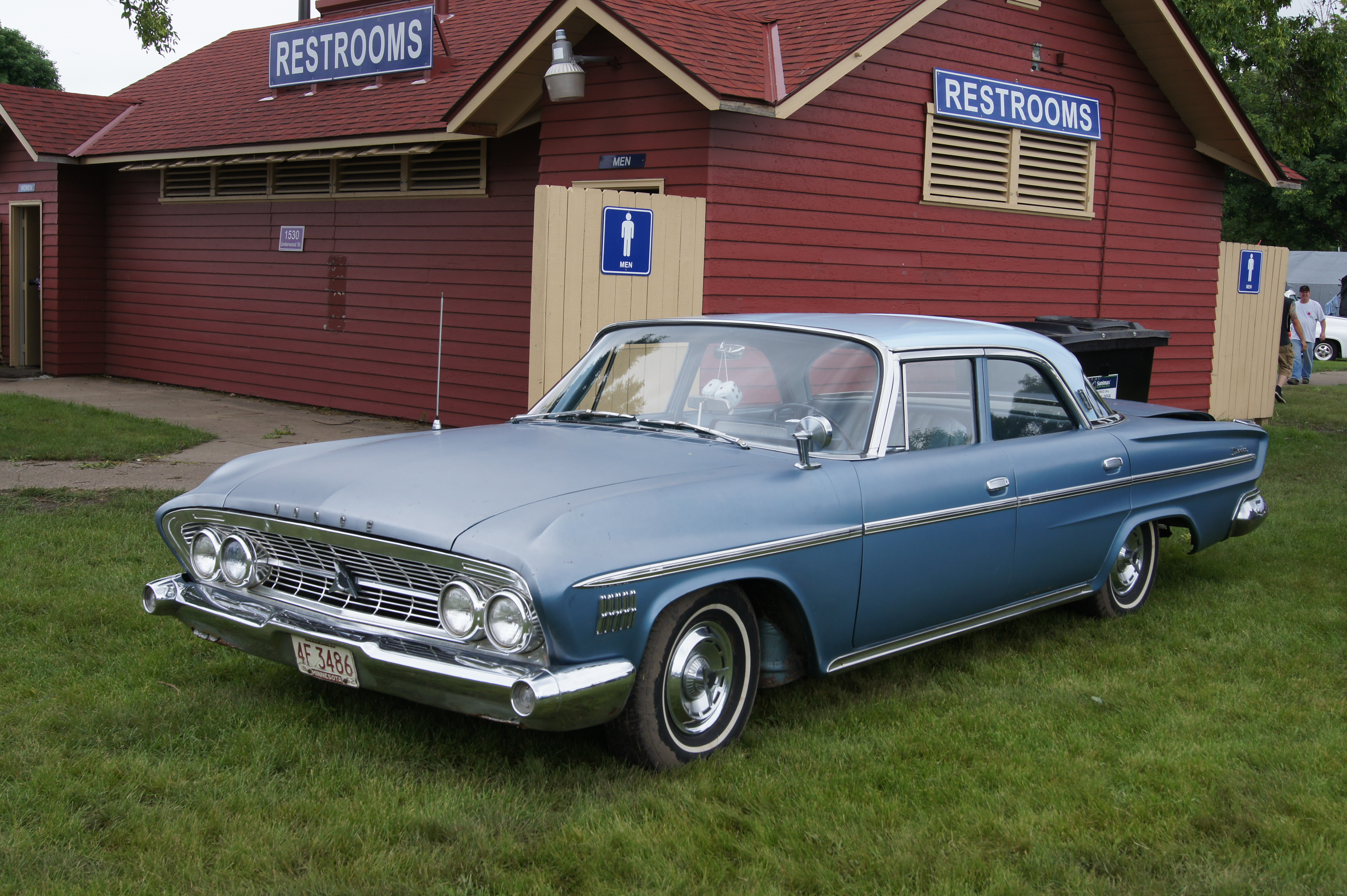
Berline de 1962.

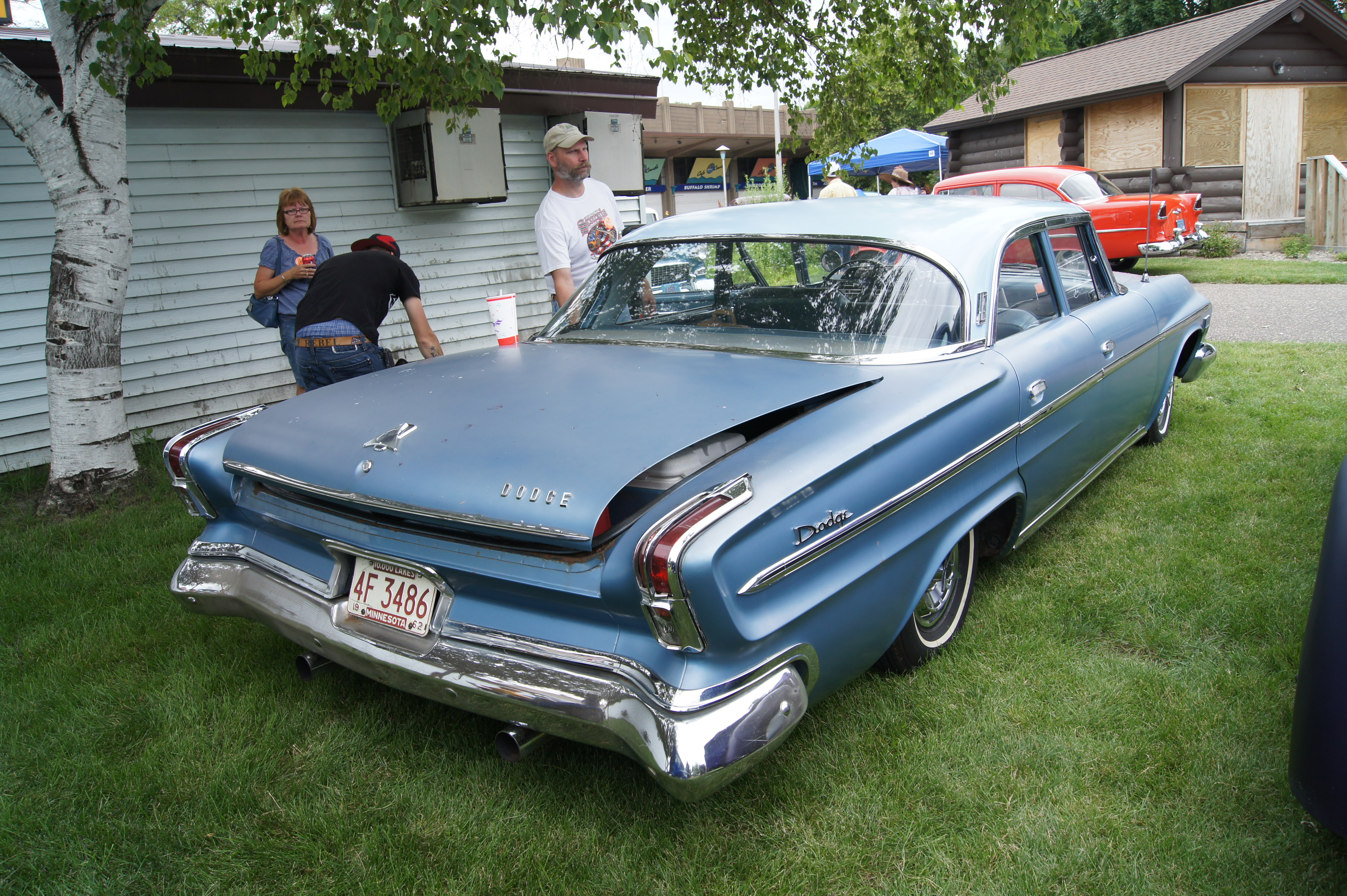
Phares rectangulaires et ailerons de Chrysler.

Sans délai suffisant pour développer une toute nouvelle Dodge full-size, Chrysler a approuvé le partage de la carrosserie utilisée par la Chrysler Newport et la 300. Les modèles se différencient y associant une face avant modifiée de Dodge Polara de 1961 à la calandre concave. Ce partage de carrosserie et le réemploi de machines-outils a permis à Dodge de lancer la voiture en janvier 1962. Elle était équipée d'un moteur V8 5,9 L de 269 ch (198 kW) de la famille B, il n'y avait pas d'autre moteur en option.
À l'avant de la voiture, le seul signal visible qui était différent de la Dodge de 1961 était l'ajout du nouvel emblème Dodge "Fratzog" à trois pointes à la place de la barre stylisée en forme d'étoile de la Polara de 1961. À l'arrière, la Custom 880 de 1962 était identique à la Chrysler Newport, à l'exception des badges Dodge.
Le nom du modèle, Custom 880, est dérivé de la structure de dénomination des finitions numériques de Dodge qui était également utilisée sur les modèles Dart et Polara plus sportifs, bien que la désignation du modèle ne soit pas physiquement présente sur la voiture. Seuls des badges "Dodge" sur les panneaux latéraux arrière et le couvercle du coffre de la voiture étaient appliqués. Un siège à six réglages électriques était en option. Le marketing de ce "nouveau" modèle apparu plus tardivement insiste sur les dimensions importantes et l'aspect masculin, employant notamment comme slogan "The 1962 Dodge for the big car man".
Pour l'année écourtée de 1962, la Custom 880 était disponible en berline quatre portes, en hardtop à deux ou quatre portes, en cabriolet deux portes, ainsi qu'en breaks à six ou neuf places seulement proposées en version hardtop comme les Chrysler (pas de pilier B au-dessus du montant central des portières).
La production de la Custom 880 s'est élevée à 17 500 pour l'année modèle 1962.

### 1963

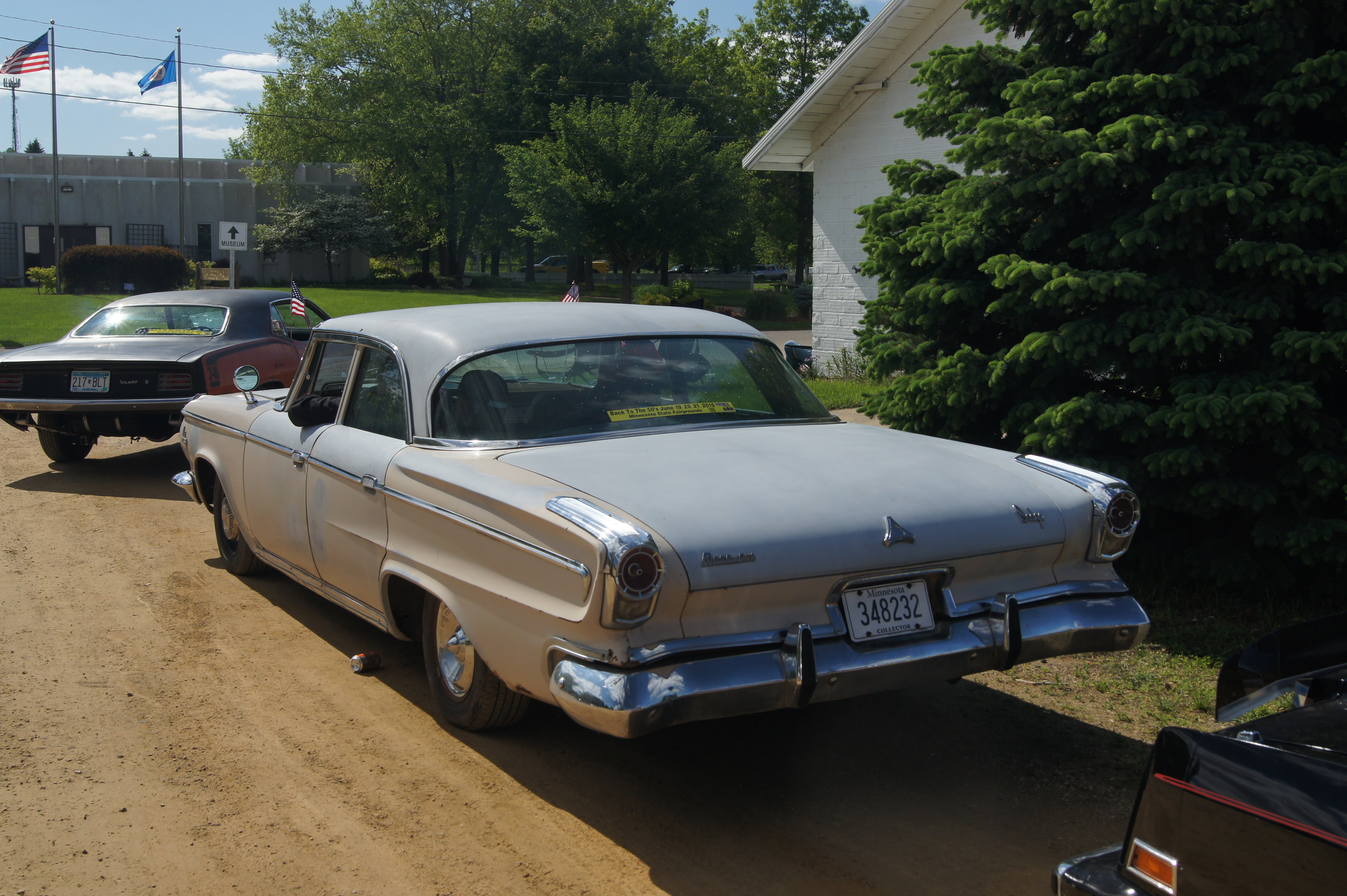
Arrière d'une Custom 880 de 1963.

Pour 1963, la gamme Custom 880 comprenait un nouveau modèle de base, simplement nommé 880, disponible uniquement en berline quatre portes à montant central ou en break. Les voitures de la marque Chrysler ont été repensées pour 1963, rendant désormais la carrosserie de la 880 spécifique à Dodge, bien que la voiture soit toujours commercialisée aux côtés des désormais totalement différentes Chrysler. Il y avait également un moteur en option, le V8 à double corps 5,9 L de 309 ch (227 kW).
Dans ce qui a dû être un temps presque record, les concepteurs de Dodge ont créé un tout nouveau look devant le capot pour la voiture, surmonté d'une nouvelle calandre convexe en forme d'un très long ovale, qui partageait des similitudes visuelles avec l'AMC Rambler. Les ailes avant plus droites flanquaient un capot avec une section centrale diminuée portant le nom Dodge en lettres moulées au-dessus de la calandre. Les concepteurs ont également intelligemment intégré le pare-chocs avant de la nouvelle Chrysler dans la conception. À l'arrière, il y avait moins de changement, bien que la voiture ait reçu des feux arrière restylés. Installés dans de lourds boîtiers chromés, ils étaient montés sur les panneaux latéraux et conféraient une apparence Dodge familière à l'arrière, car l'une des caractéristiques de style de Dodge à l'époque était les feux arrière ronds.
Les nouveaux breaks du modèle de base 880 utilisaient la carrosserie à montants de toiture dans les modèles à six et neuf places, tandis que les breaks de la série Custom renouaient avec le design hardtop. Chrysler n'utilisant plus la carrosserie et ses éléments de garniture intérieure, les Custom 880 étaient mieux équipées qu'elles ne l'avaient été pendant l'année modèle 1962.
Un total de 28 200 véhicules ont été produits pour 1963, dont 5 600 étaient des breaks.

Break hardtop Custom 880 de 1963.
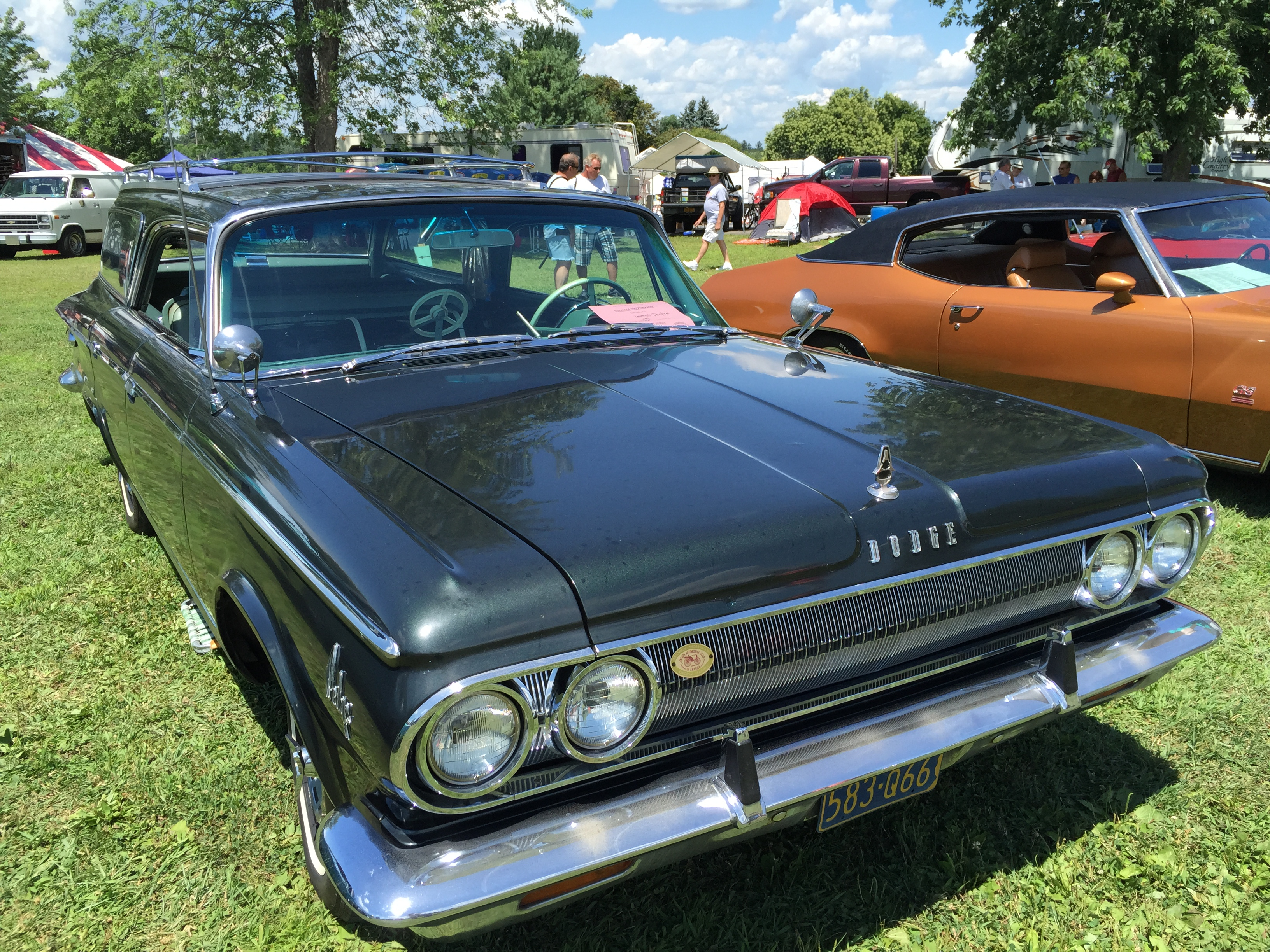
Face avant.
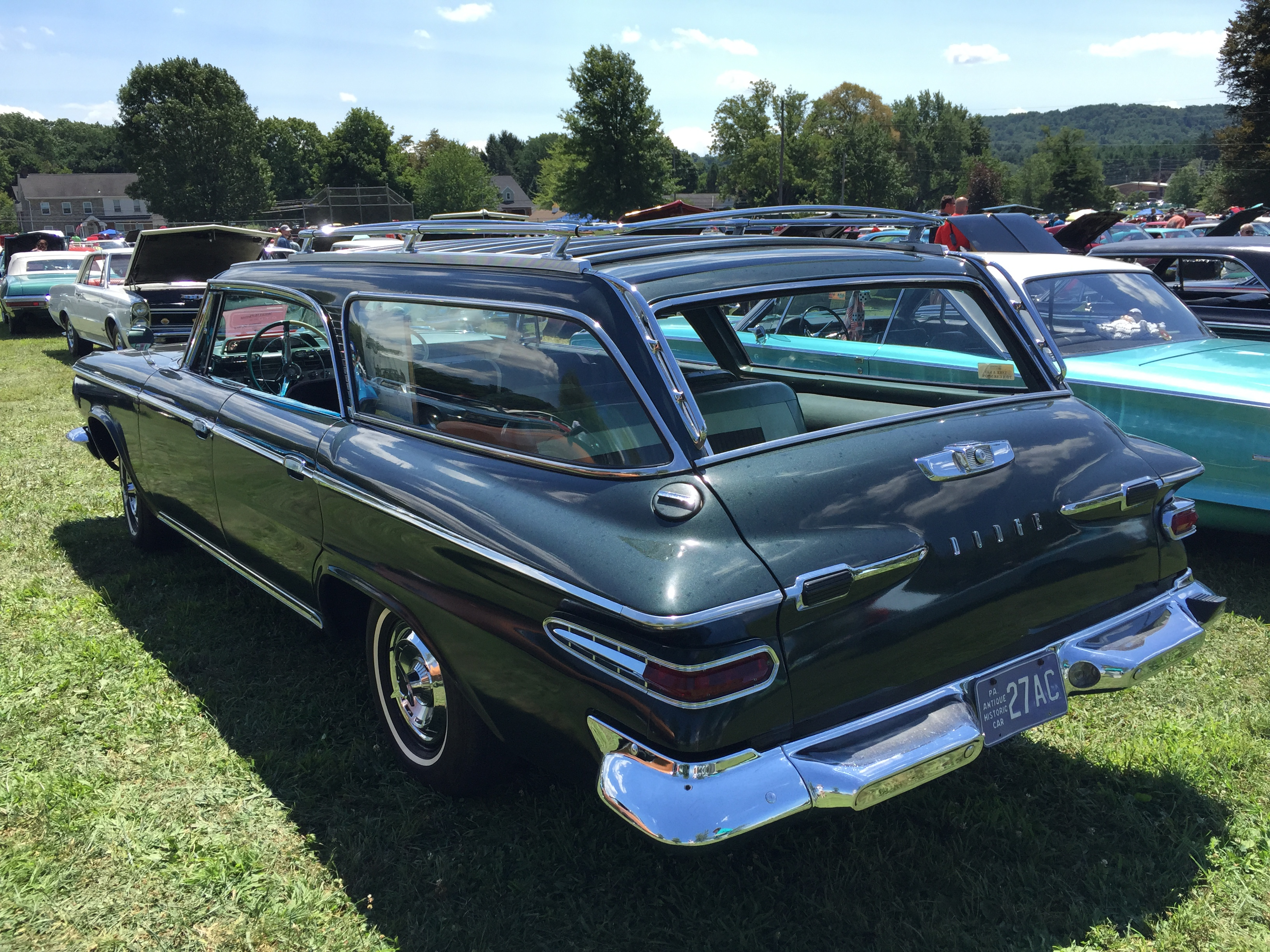
Hayon.
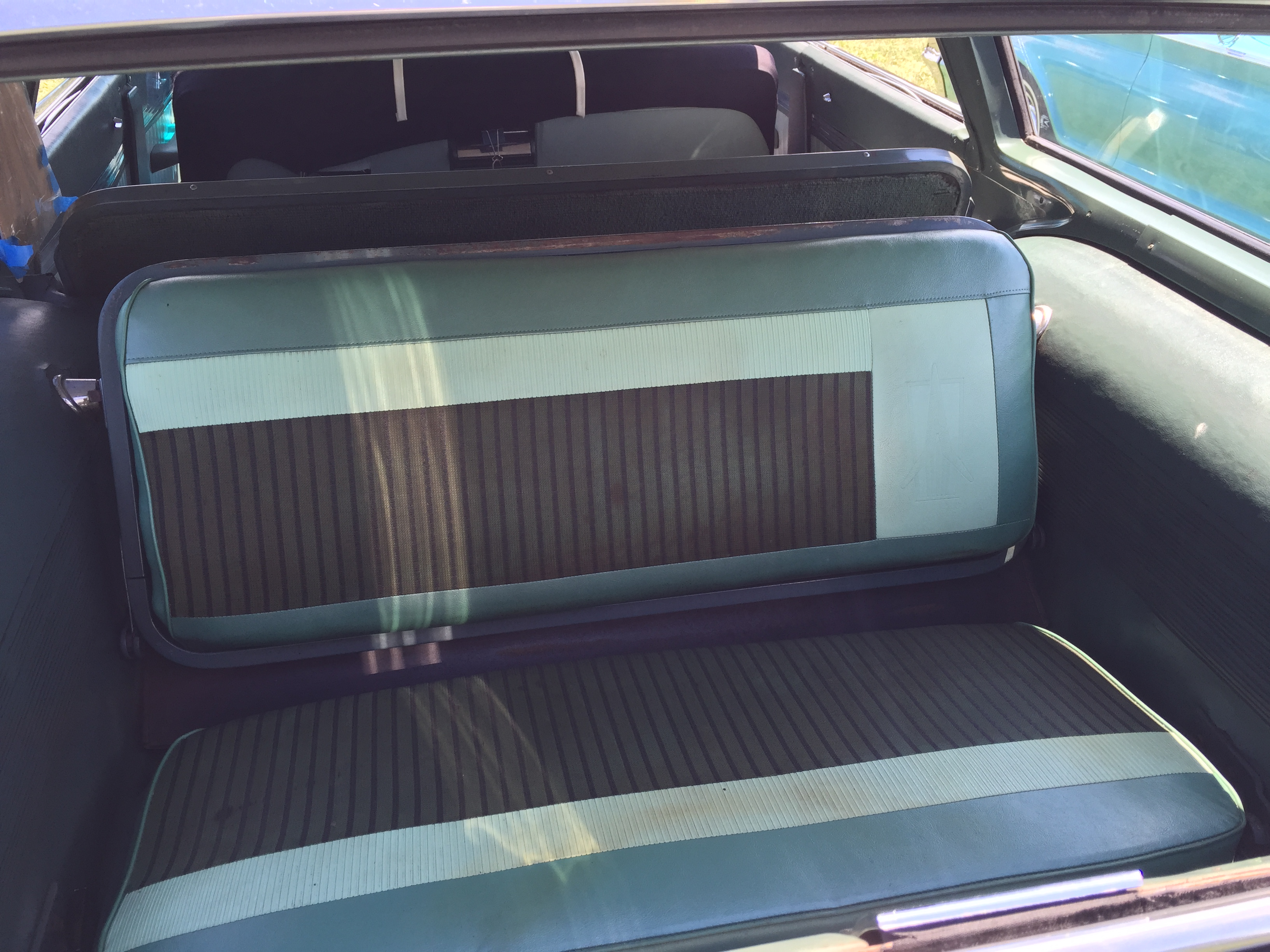
Intérieur.

### 1964
Les 880 et Custom 880 ont reçu leur refonte de carrosserie la plus importante et finale pour 1964. Cette fois, les contours de la carrosserie arrière ont été légèrement redressés, avec un nouveau couvercle de coffre, des feux arrière rectangulaires enveloppants et de nouveaux panneaux latéraux. Les modèles quatre portes ont reçu une nouvelle ligne de toit, bien que ce soit en fait la même que celle utilisée sur la Chrysler New Yorker jusqu'en 1962. Quoi qu'il en soit, elle a donné une apparence nouvelle. La calandre a également été mise à jour, cette fois avec un design concave avec une coupure horizontale centrale couvrant la distance entre les phares.
Les Custom 880 ont reçu des garnitures de bas de caisse en acier inoxydable, des sièges en mousse rembourrés et un panneau en acier inoxydable rainuré qui s'étendait sur la distance entre les feux arrière. La Custom, en tant que 880 haut de gamme, a également reçu de meilleurs aménagements intérieurs que les modèles de base. Les moteurs sont restés inchangés en 1964.
En raison des frais d'outillage, les carrosseries break — qui étaient également partagés avec les modèles Chrysler — n'ont pas reçu toutes les modifications appliquées aux modèles non-break. Plus particulièrement, les breaks ont continué de présenter la lourde lame horizontale arrière vu pour la première fois sur les breaks Plymouth de 1961. Les break ont continué à la fois dans les modèles à colonnes (880) et à toit rigide (Custom 880), bien que ce soit la dernière année pour le break à toit rigide - Dodge et Chrysler étant les dernières marques automobiles américaines à offrir le style. Les familiales ont également reçu des feux arrière rectangulaires qui s'enroulaient sur les côtés du véhicule.
Toutes les 880 et Custom 880 ont reçu une disposition de groupe d'instrumentations révisée, remplaçant la conception précédente qui était utilisée, avec peu de changements, depuis 1961. Un manomètre d'huile était standard. L'espace aux jambes à l'avant était de 41,9 pouces.
Les 880 et Custom 880 ont reçu des critiques de presse favorables, en particulier pour leur refonte. Les ventes pour 1964 ont totalisé 31 800 véhicules, un record pour le modèle qui doit être pondéré par les 64 900 Dodge Polara construites la même année.

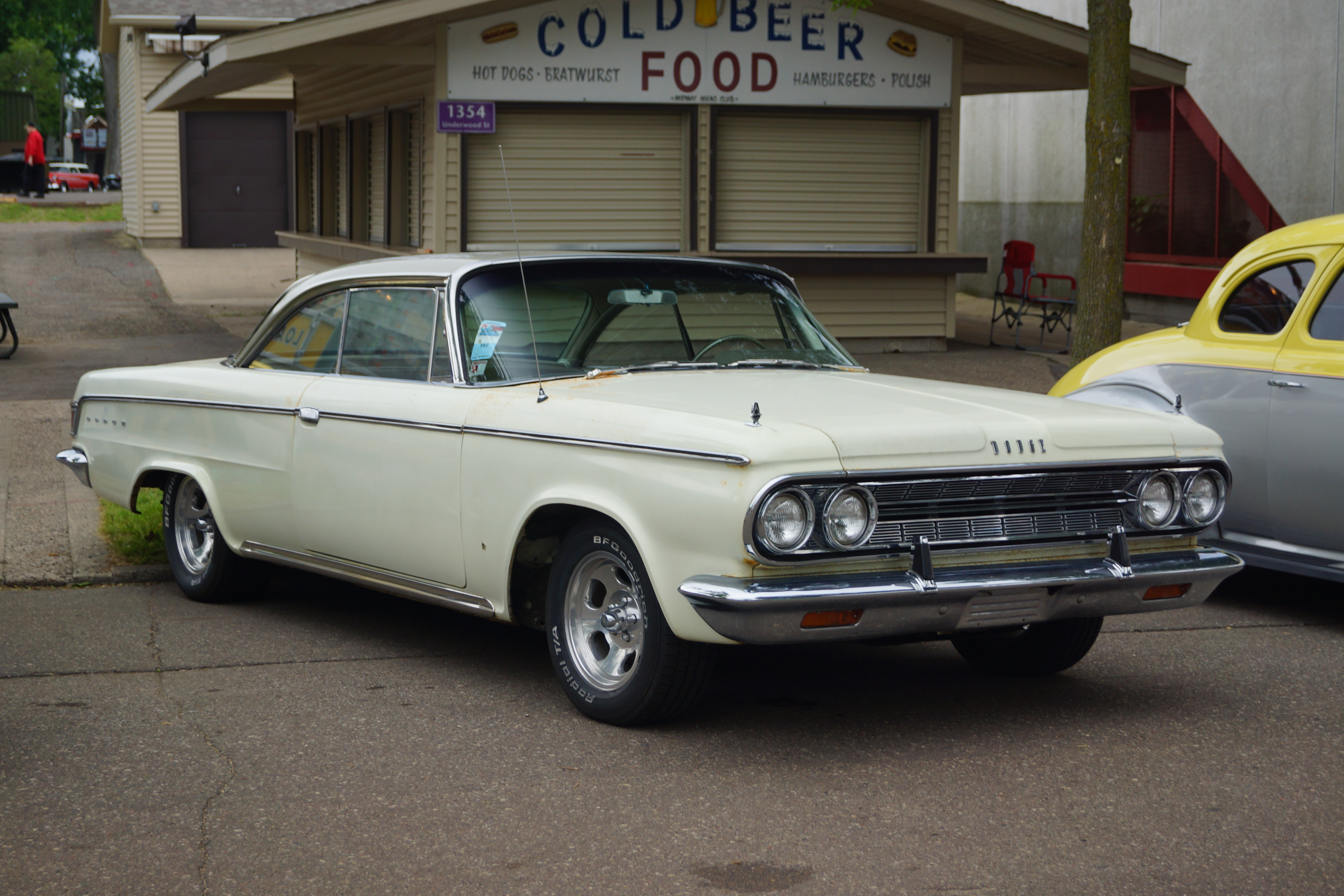
Coupé Custom 880.
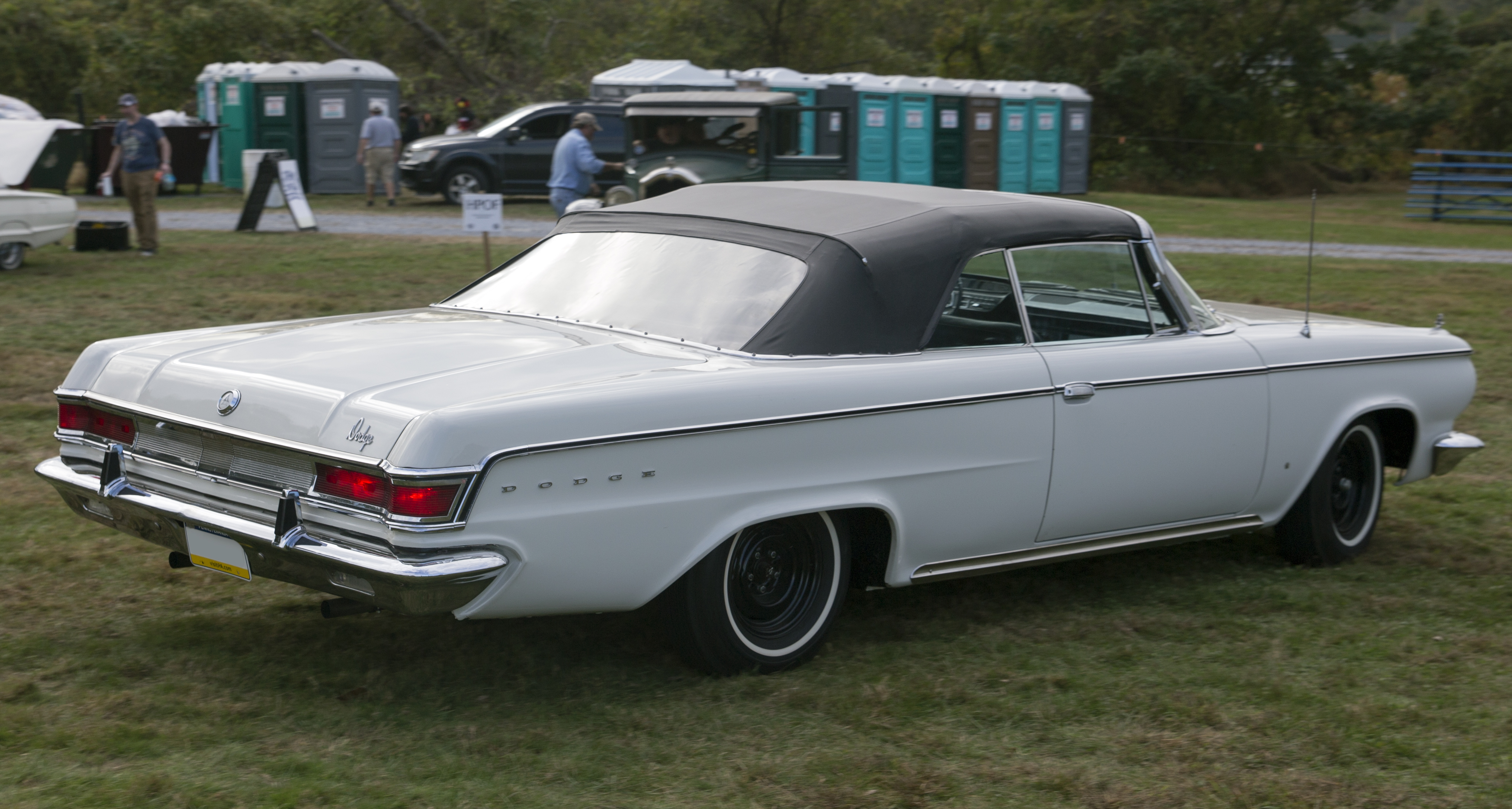
Cabriolet.
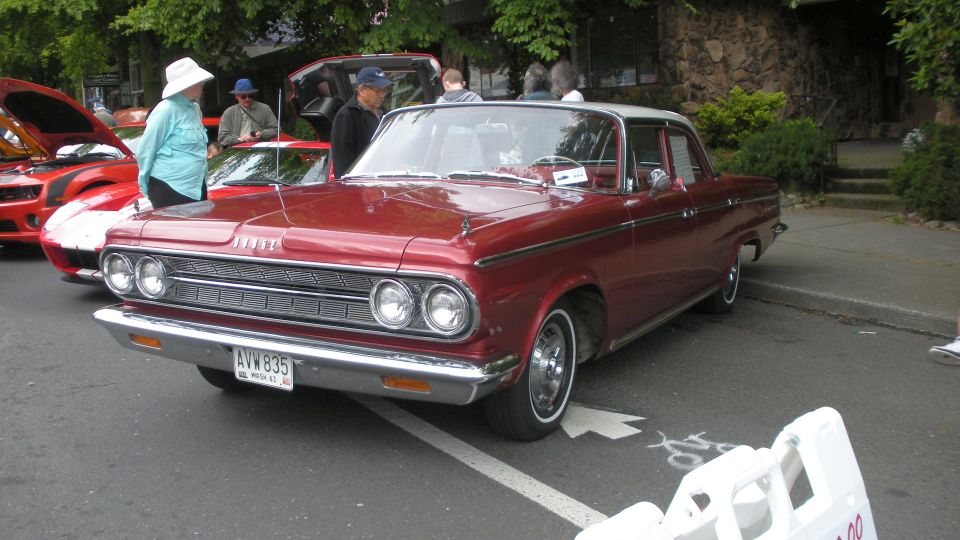
Berline 880.
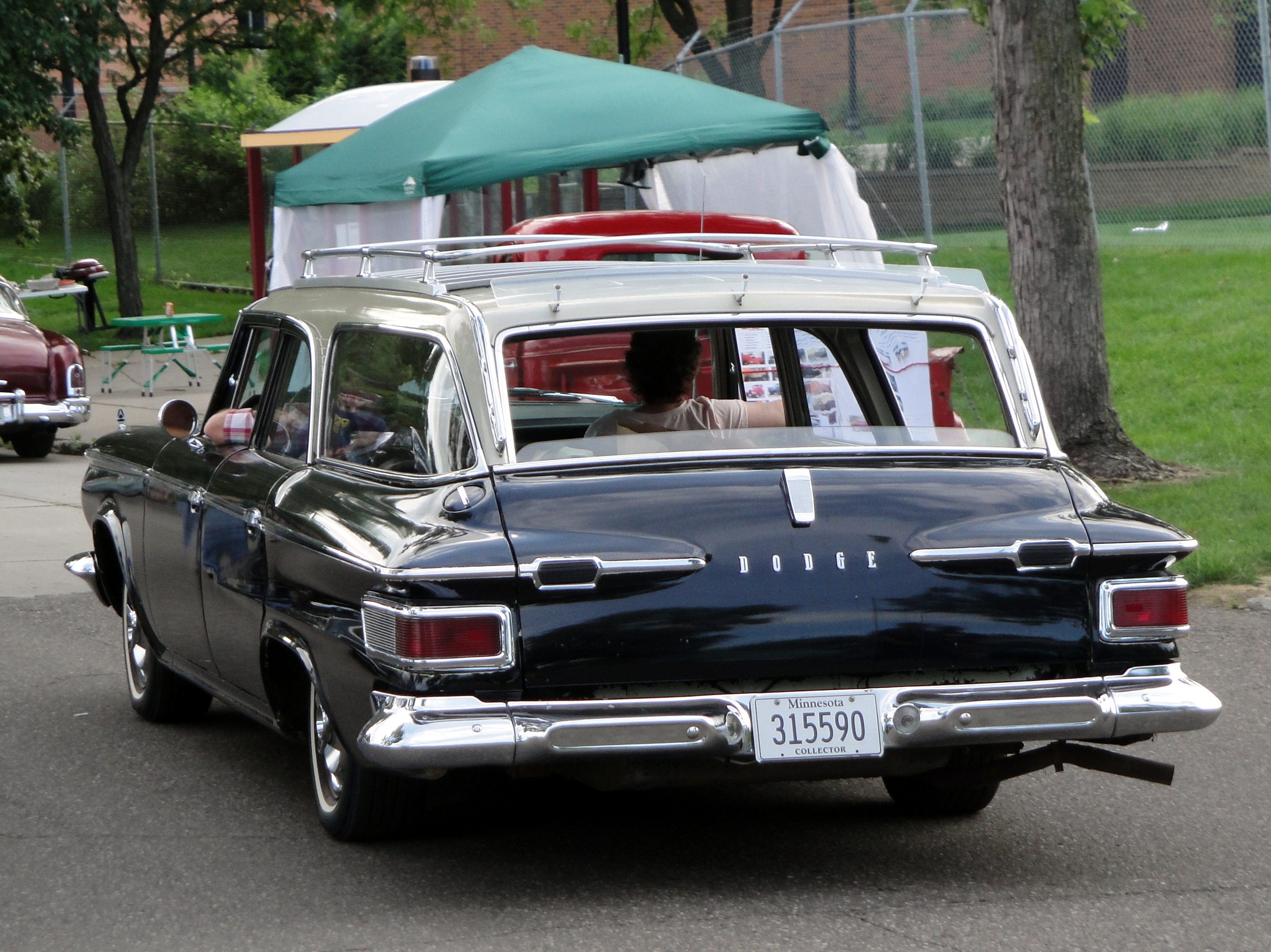
Break 880.

### 1965

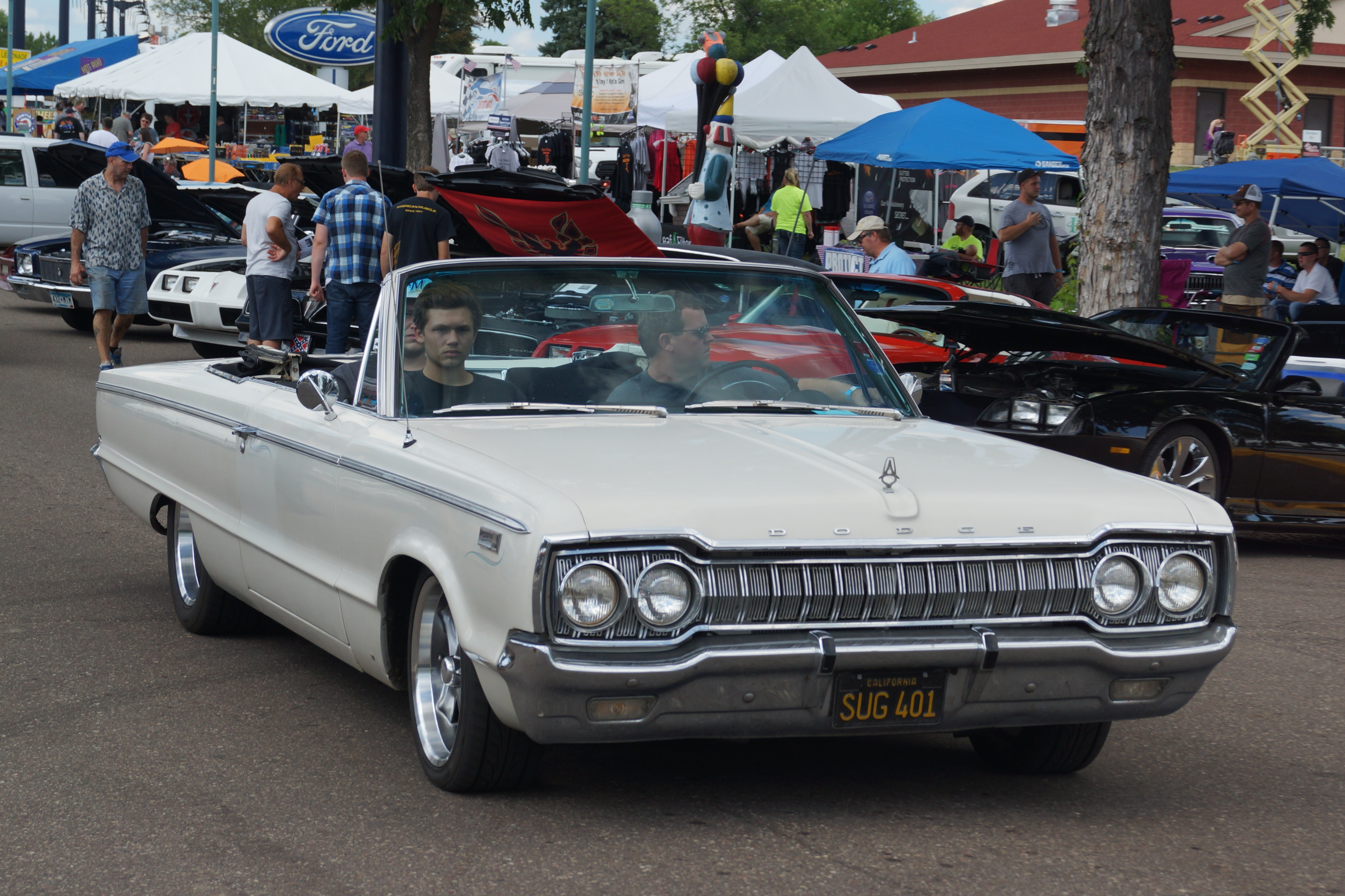
Cabriolet de 1965.

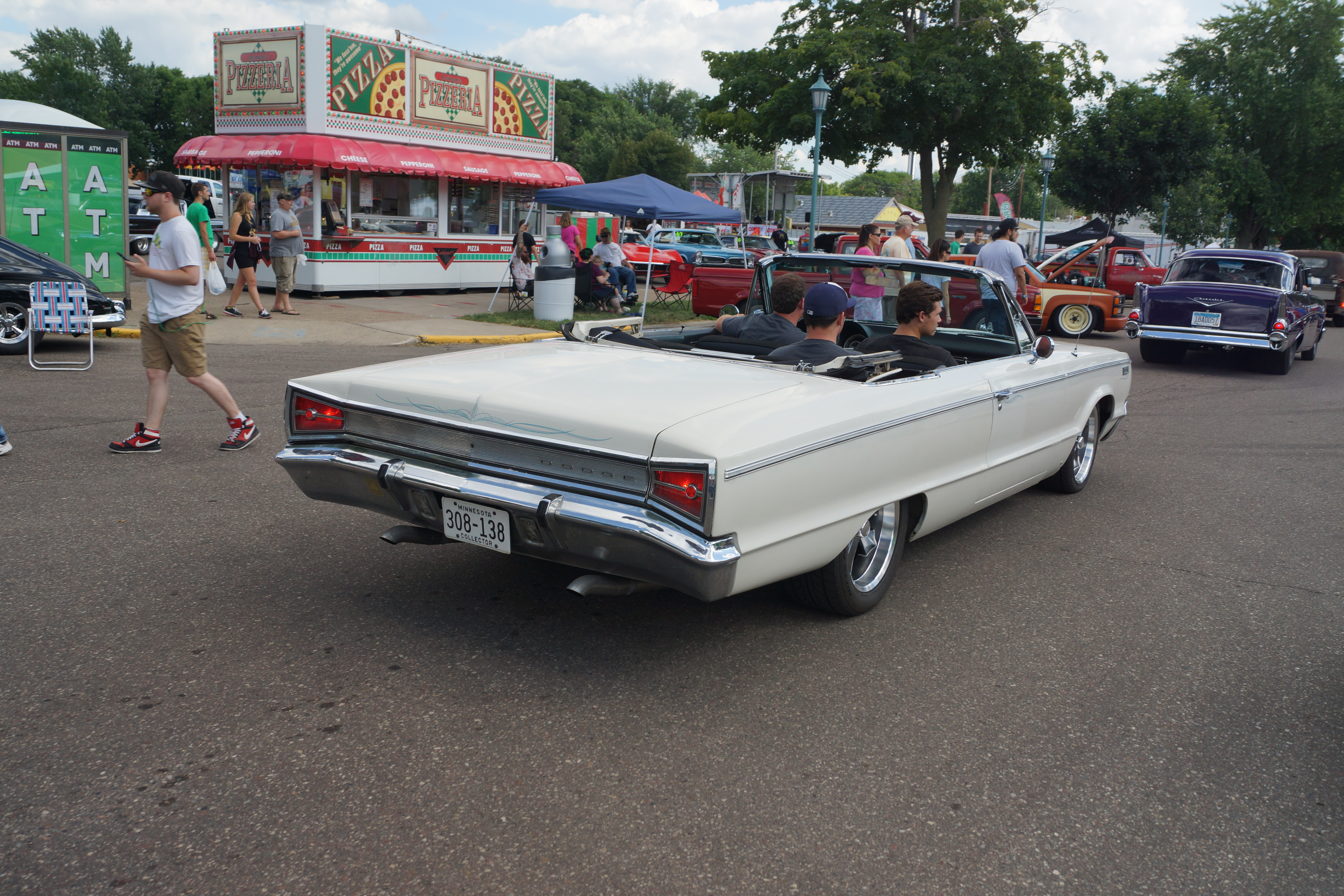
Vue arrière.

Les voitures de l'année modèle 1965 ont été les premières à pleinement intégrer l'influence d'Elwood Engel sur les thèmes de conception globale de Chrysler, bien qu'il ait rejoint l'entreprise en 1961. Fini les courbes et les angles relativement extrêmes qui étaient un héritage des dernières voitures du style de Virgil Exner. La philosophie de conception d'Engel, encouragée par le président de Chrysler, Lynn Townsend, a amené les produits Chrysler dans une direction d'angles géométriques rectilignes; les formes rectangulaires et trapézoïdales ont dominé les conceptions des Dodge full-size de l'année.
Les introductions des modèles de 1965 ont également permis à Chrysler de rectifier son erreur de 1962 et ont réintroduit une Dodge Polara full-size au public. La "nouvelle" Polara occupait la position autrefois occupée par la 880, la Custom 880 occupant le niveau de finition supérieur. La luxueuse nouvelle Dodge Monaco, qui n'était disponible qu'en tant que toit rigide à deux portes, était le modèle haut de gamme produit par Dodge en 1965 et a été conçu pour concurrencer la Ford Galaxie 500 LTD et la Chevrolet Caprice, tous deux nouveaux modèles de luxe haut de gamme pour 1965. Une radio AM / FM et un volant inclinable à 7 positions étaient en option,.
Toutes les grandes Dodge, 880, Monaco et Polara, présentaient désormais la même carrosserie et le même style. Fini le design Chrysler de 1961. Toutes les Custom 880 sont livrées avec les caractéristiques standard de la Polara et ajoutaient des sièges en mousse rembourrés et des cadres de fenêtres en acier inoxydable sur les familiales et les berlines. Les toits rigides et les cabriolets présentent des intérieurs tout en vinyle. Les Custom 880 comportaient également une carrosserie à colonnes "town sedan" à six fenêtres qui n'était pas disponible dans la gamme Polara. La gamme présentait également le premier break garni de «bois» de la marque Dodge depuis le début des années 1950, un look obtenu grâce à l'utilisation d'appliques DI-NOC encadrées dans des garnitures en acier inoxydable. Un total de 23 700 Custom 880, toutes équipées de moteurs V8, ont été construites au cours de l'année-modèle.
Le V8 361 a été remplacé par une version de 274 ch (201 kW) du moteur 383. La version la plus puissante du moteur 383 a reçu un carburateur à quatre corps pour 319 ch (235 kW). Il y avait également un V8 RB de 6,8 L de 345 ch (254 kW) et en haut de gamme le V8 Wedge 7,0 L de 370 ch (272 kW), également disponible avec une transmission manuelle à 4 vitesses.

## Fin de la gamme
Aux États-Unis, Dodge a abandonné la plaque signalétique Custom 880 à la fin de l'année-modèle 1965. Dans le but de simplifier son offre full-size haut de gamme en 1966, la division a adopté le nom de Monaco pour tous les anciens modèles Custom 880, à l'exception du break à six fenêtres, qui a été abandonné. La Monaco hardtop d'origine ajoutait l'étiquette 500 pour 1966, et était toujours promue en tant que concurrente de la Pontiac Grand Prix.

## Chiffres de production
Chiffres de production annuelle combinés des Dodge 880 et Custom 880 arrondis à la centaine la plus proche :
- 1962 : 17 500
- 1963 : 28 200
- 1964 : 31 800
- 1965 : 23 700
- Total : 101 200